# Rochers de Néviau
Les rochers du/de Néviau (ou rochers de Dave) forment un massif rocheux en rive droite de la Meuse entre Jambes et Yvoir, en Belgique. Vu sa proximité de Namur dont il fait partie et son extension, le massif est très fréquenté par les grimpeurs comme école d'escalade. 
Une étroite banquette alluviale s'étend entre le pied des rochers et la route de Dave. Un parking a été aménagé le long de la route pour les visiteurs. Les rochers sont également séparés de la Meuse par la voie de chemin de fer Namur-Dinant et les villas alignées le long de la Meuse. 
Les rochers de Néviau ont à leur sommet le Bois de Duva situé sur le plateau supérieur à une altitude de 153 mètres. Le domaine du centre neuropsychiatrique Saint-Martin de Dave fondé en 1901 et dirigé par les Frères de la Charité est situé sur le plateau à l'orée de ce bois.
La présence d'une casemate au bas du massif s'explique par l'implantation du Fort de Dave sur le plateau au sud-est des rochers.

## Description
Ils consistent en un alignement de falaises rocheuses d'une hauteur s'élevant à environ 70 mètres dans les parties les plus élevées.  
La roche est de nature principalement dolomitique et appartient au groupe des dolomies de Namur datant du Tournaisien au Viséen (360 à 325 Ma). Ils sont constitués de dolomie à grain fin et faiblement pyriteuse, avec par endroits la présence de débris de crinoïdes et de nodules de calcite. La roche d'origine sédimentaire est composée de dolomite, carbonate de calcium et magnésium. 
Les falaises possèdent des habitats d'un grand intérêt biologique, tels que la pelouse rupestre à fétuque pâle (Festuca pallens) et la pelouse calcicole xérophile à seslérie bleuâtre (Sesleria caerulea). 
Les rochers de Néviau stricto sensu sont inscrits dans le réseau Natura 2000. Le reste du périmètre bénéficie implicitement du statut de protection conféré aux espèces protégées qui y sont présentes.

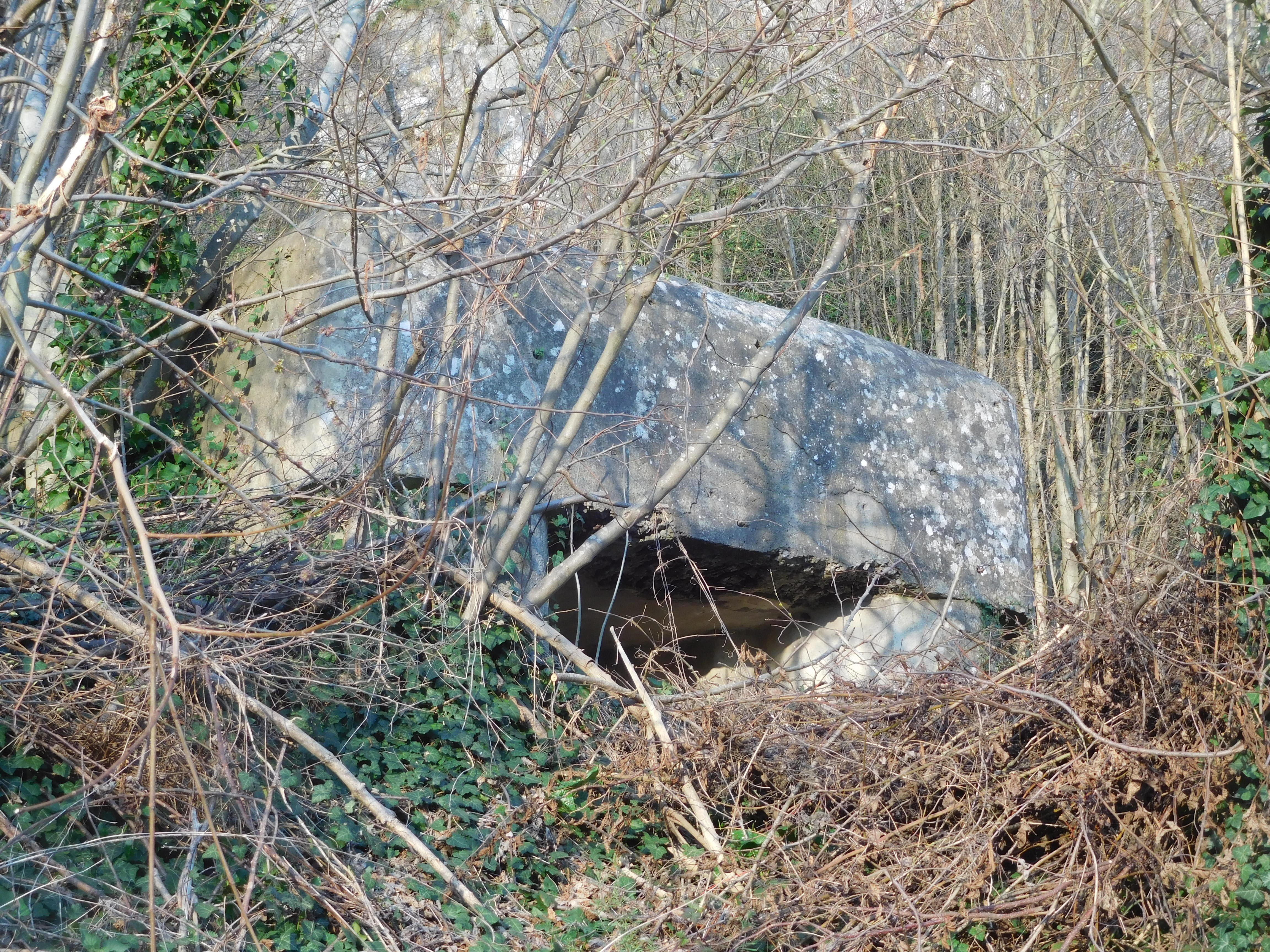
Une ancienne casemate se trouvant au pied des rochers de Néviau.

## Alpinisme

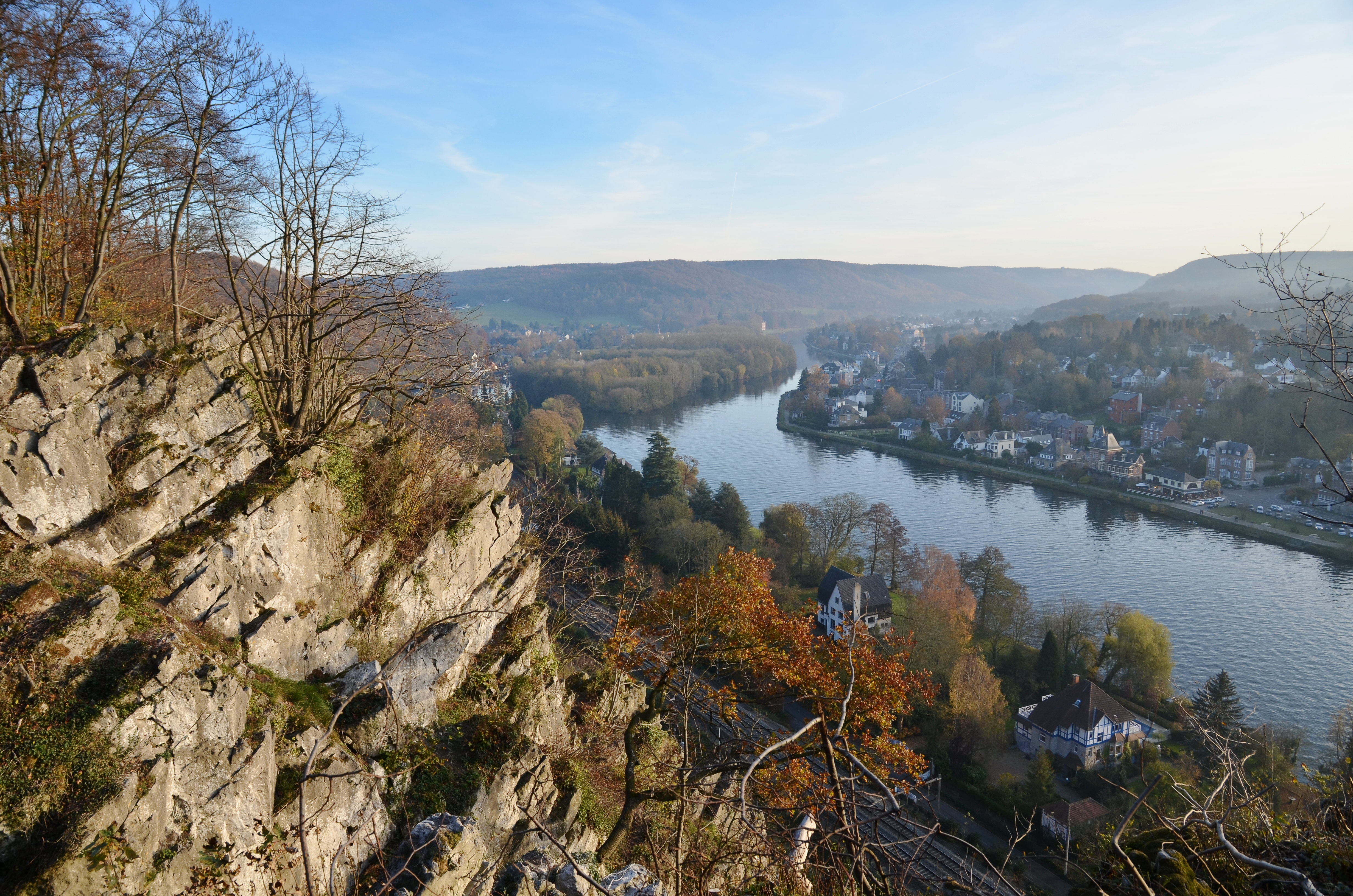
La Meuse vue à partir des rochers de Néviau.

Les rochers de Néviau sont exploités comme site d'escalade et gérés par le Club Alpin Belge, aile francophone. L'escalade y est autorisée moyennant l'adhésion au Club alpin belge ou à des fédérations d'escalade belges ou étrangères avec lesquelles des accords ont été conclus. 
La première voie d'escalade, «la Grunne» a été ouverte par Xavier de Hemricourt de Grunne, secrétaire général du Club alpin belge en 1934. Camille Fontaine a également ouvert de nombreuses voies dans les années 1930. 
Les rochers comportent 186 voies de difficulté variée réparties sur sept « secteurs » alignés du nord au sud du massif : la Cour des Miracles, les Autrichiens, les Bons Enfants, le Néviau central, le Bivouac, l'Anna et l'Oubliée. La plupart des voies comptent deux à trois longueurs. Le rocher est un bon calcaire parfois un peu lisse du fait du passage. 
Le rocher et la dalle des Autrichiens, partie du massif située au nord du massif principal et séparée de celui-ci par un vallon, présentent un caractère bien individualisé. Dans certains secteurs comme les Bons enfants et l'Oubliée, la paroi présente une forte fracturation faite de failles profondes. Le secteur du Néviau central présente en certains endroits de grands surplombs exigeant  le recours à l'escalade artificielle. 
Les rappels et moulinettes sont interdits dans la dalle des Autrichiens. Dans le reste du massif, ils ne sont pas interdits mais formellement déconseillés afin de préserver la flore locale.

## Tourisme
« La promenade de Meuse » le long du chemin de halage de l'autre côté de la Meuse à Wépion est un lieu de passage fréquenté en particulier en été. Les falaises du Néviau sont pour cette raison illuminées pendant la nuit. 